# Vohitra
Vohitra é um gênero de traça pertencente à família Arctiidae.